# 국선변호인
국선변호인(國選辯護人)은 경제 사정 등을 이유로 변호사를 선임할 수 없는 피고인이 법원에 신청하거나 재판장이 판단하기에 "변호인의 조력이 필요하다"고 인정할 때 직권으로 선임하는 변호인을 말한다. 국선대리인이라고 한다.

## 이유
변호인의 조력을 받을 권리는 피의자나 피고인을 불문하고 보장되나, 그 중 특히 국선변호인의 조력을 받을 권리는 피고인에게만 인정되는 것이며 피의자에 대하여 일반적으로 국선변호인의 조력을 받을 권리가 있음을 천명한 것이라고 볼 수 없으며, 그 밖에 헌법상의 다른 규정을 살펴보아도 명시적이나 해석상으로 이를 인정할 근거가 없음은 물론, 더 나아가 사법경찰관이 피의자가 제출하는 국선변호인 선임신청서를 법원에 제출할 의무가 있다고 볼 헌법상의 근거도 없다.
그 행정처분을 심판의 대상으로 삼았던 법원의 재판이 헌법재판소가 위헌으로 결정한 법령을 적용하여 국민의 기본권을 침해함으로써 예외적으로 헌법소원심판의 대상이 되어, 그 자체까지 취소되는 경우에 한하여 그 행정처분에 대한 헌법소원심판 청구가 가능하다.

## 판례
- 헌법상 보장되는 ‘변호인의 조력을 받을 권리’는 변호인의 ‘충분한 조력’을 받을 권리를 의미하므로, 일정한 경우 피고인에게 국선변호인의 조력을 받을 권리를 보장하여야 할 국가의 의무에는 형사소송절차에서 단순히 국선변호인을 선정하여 주는 데 그치지 않고 한 걸음 더 나아가 피고인이 국선변호인의 실질적인 조력을 받을 수 있도록 필요한 업무 감독과 절차적 조치를 취할 책무까지 포함된다고 할 것이다.[1]
- 공범관계에 있지 않은 공동피고인들 사이에서도 공소사실의 기재 자체로 보아 어느 피고인에 대한 유리한 변론이 다른 피고인에 대하여는 불리한 결과를 초래하는 사건에 있어서는 공동피고인들 사이에 이해가 상반된다고 할 것이어서, 그 공동피고인들에 대하여 선정된 동일한 국선변호인이 공동피고인들을 함께 변론한 경우에는 위법하다[2]
- 항소법원이 국선변호인 선정 이후 병합된 사건에 관하여 국선변호인에게 소송기록 접수통지를 하지 아니함으로써 항소이유서 제출기회를 주지 아니한 채 판결을 선고한 것은 위법하다[3]
- 피고인을 위하여 선정된 국선변호인이 법정기간 내에 항소이유서를 제출하지 아니하면 이는 피고인을 위하여 요구되는 충분한 조력을 제공하지 아니한 것으로 보아야 하고, 이런 경우에 피고인에게 책임을 돌릴 만한 아무런 사유가 없는데도 항소법원이 형사소송법 제361조의 4 제1항 본문에 따라 피고인의 항소를 기각한다면, 이는 피고인에게 국선변호인으로부터 충분한 조력을 받을 권리를 보장하고 이를 위한 국가의 의무를 규정하고 있는 헌법의 취지에 반하는 조치이다. 따라서 피고인과 국선변호인이 모두 법정기간 내에 항소이유서를 제출하지 아니하였더라도, 국선변호인이 항소이유서를 제출하지 아니한 데 대하여 피고인에게 귀책사유가 있음이 특별히 밝혀지지 않는 한, 항소법원은 종전 국선변호인의 선정을 취소하고 새로운 국선변호인을 선정하여 다시 소송기록접수통지를 함으로써 새로운 국선변호인으로 하여금 그 통지를 받은 때로부터 형사소송법 제361조의 3 제1항의 기간 내에 피고인을 위하여 항소이유서를 제출하도록 하여야 한다[4].
- 필요적 변호사건에서 법원이 정당한 이유 없이 국선변호인을 선정하지 않고 있는 사이에 또는 형사소송법 제33조 제2항의 규정에 따른 국선변호인 선정청구를 하였으나 그에 관한 결정을 하지 않고 있는 사이에 피고인 스스로 변호인을 선임하였으나 그때는 이미 피고인에 대한 항소이유서 제출기간이 도과해버린 후이어서 그 사선변호인이 피고인을 위하여 항소이유서를 작성·제출할 시간적 여유가 없는 경우에도 보호되어야 한다. 따라서 그 경우에는 법원은 사선변호인에게도 형사소송규칙 제156조의2를 유추적용하여 소송기록접수통지를 함으로써 그 사선변호인이 통지를 받은 날로부터 기산하여 소정의 기간 내에 피고인을 위하여 항소이유서를 작성·제출할 수 있는 기회를 주어야 한다.[5]
- 형사소송법 제282조의 필요적 변호사건에 있어서 선임된 사선변호인에 대한 기일통지를 하지 아니함으로써 사선변호인의 출석없이 제1회 공판기일을 진행하였더라도 그 공판기일에 국선변호인이 출석하였다면 변호인 없이 재판한 잘못이 있다 할 수 없고, 또한 사선변호인이 제2회 공판기일부터는 계속 출석하여 변호권을 행사하였다면 사선변호인으로부터의 변호를 받을 기회를 박탈하였다거나 사선변호인의 변호권을 제한하였다 할 수 없다[6].
- 1심에서 국선변호인 선임된 경우에는 특별한 사정변경이 없는 한 항소심에서도 국선변호인을 선정함이 바람직한데 선정청구를 기각하고 공판을 진행한 것은 위법하지는 않을지라도 바람직하지 않고(2013. 7. 11. 2013도351), 항소이유서 제출기간 내에 국선변호인 선정청구를 하였는데 실질적 심리를 마친 후에야 선정청구 기각결정을 고지하고 항소를 기각한 것은 위법하지만(2013. 7. 11. 2012도16334), 국선변호인 선정청구도, 제출기간 내 항소이유서 제출도 하지 않는 경우 국선변호인 선정 없이 항소를 기각한 것에는 위법이 없다[7]
- 필요적 변호사건에서 항소법원이 국선변호인을 선정하고 피고인과 그 변호인에게 소송기록접수통지를 한 다음 피고인이 사선변호인을 선임함에 따라 항소법원이 국선변호인의 선정을 취소한 경우에도 마찬가지이다. 이러한 경우 항소이유서 제출기간은 국선변호인 또는 피고인이 소송기록접수통지를 받은 날부터 계산하여야 한다.[8]

## 체포처분에 대한 헌법소원 사건
체포처분에 대한 헌법소원 사건은 피의자의 국선변호인 선정신청에 대한 중요 대한민국 헌법재판소 판례이다.

## 참고 문헌
- 정회철, 중요 헌법재판소 판례 200, 여산, 2012.
- 김유향, 헌법중요판례250, 윌비스, 2015. ISBN 9788965386124
- 2008.9.25. 2007헌마1126

- 판례평석-국선변호인의 조력을 받을 권리의 의미 대법원 2012. 2.16. 고지 2009모1044 전원합의체결정, 대한변협신문, 2013.06.03

## 같이 보기
- 미란다 원칙